# Gran glacera de Verraz
La Gran Glacera de Verraz es troba a la vall d'Aosta, a la vall d'Ayas, a la frontera amb el Valais. Al voltant es troben els cims de Breithorn, Rocher Noir, Pollux i Castor.
L'Evançon, el torrent que recorre la vall d'Ayas, neix d'aquesta glacera. A la seva part terminal, la glacera està vorejada per una voluminosa morrena que es comporta com una presa natural bloquejant l'aigua d'escorrentia donant origen al Llac Blau .
A prop de la glacera es troben els refugis Mezzalama i Guides d'Ayas, mentre que aigües amunt es troba el bivac Rossi i Volante.

## Toponímia
Segons el francoprovençal local, el nom "Verraz" es pronuncia sense la z final, "Vèrra", com per a molts topònims i cognoms de la vall d'Aosta i regions veïnes (Savoia i cantó del Valais). Aquesta particularitat és lligada a una petita inicial que els redactors dels registres dels Estats de Savoia afegien al final de les paraules (siguin topònims o cognoms) per pronunciar com una paraula plana, molt freqüentes en el francoprovençal local. Més endavant, aquest petit signe ha estat assimilat com una z.